# 7891 Fuchie
7891 Fuchie è un asteroide della fascia principale. Scoperto nel 1994, presenta un'orbita caratterizzata da un semiasse maggiore pari a 2,2802676 UA e da un'eccentricità di 0,1459529, inclinata di 1,90361° rispetto all'eclittica.